# Čembalo
Čembalo (kratica od (tal) clavicembalo) je žičani instrument s tipkama, na kojemu se ton dobiva trzanjem žice, a ne udarcem batića o žicu kao na glasoviru zbog čega se ne može kontrolirati glasnoća tona. Ton se proizvodi pomoću tankog štapića na koji je utaknuta trzalica (plektrum) od ptičjeg pera ili od kože. Zvuk čembala je vrlo prodoran, rezak, jasan, gotovo srebrnastog karaktera i kratkog trajanja. Skladbe za čembalo najviše su skladali barokni skladatelji, poglavito Domenico Scarlatti, J. S. Bach, Jean-Philippe Rameau, Francois Couperin, Georg Friedrich Händel i drugi.